# 弗雷沙斯
弗雷沙斯（葡萄牙語：Frechas），葡萄牙布拉干萨区的一个堂区。总面积18.41平方公里，总人口1137人，人口密度61.8人/平方公里。